# Dawkinsia denisonii
Барбус Денісона (Dawkinsia denisonii) — субтропічна прісноводна риба роду Dawkinsia родини коропових. Вперше описана у 1865 році. Зустрічається в річках та струмках Індії. Занесений у Червону книгу.
Названий на честь сера Вільяма Томаса Денісона (1804—1871), губернатора (з 1861 по 1866 рік) міста Мадрас, Індія.
Популярна акваріумна риба. Хоча вид був описаний давно, але в акваріумах став популярним порівняно недавно (орієнтовно 1997 р.). Це пов'язано зі складністю розмноження даної рибки в неволі, і, відповідно, високою ціною на неї.
Вид Dawkinsia chalakkudiensis має майже аналогічний вигляд як і барбус Денісона, а тому раніше (до 1999 року) вони вважалися одним видом.

## Поширення
Зустрічається в багатих на кисень річках та струмках південної частини Індії (в основному штати Керала та Карнатака) зі швидкою течією. Внаслідок вилову для продажі, а також забруднення річок відходами сільського господарства та побутовими відходами (миючі засоби, добрива і т. д.) природна популяція барбусів скоротилася на 50 % за останні 15 років.

## Опис риби
Тіло риби видовжене, обтічної форми, нагадує торпеду. Рот з одною парою вусиків. Основний тон забарвлення — сріблясто золотий. Спина оливкового кольору. Вздовж бокової лінії проходить широка чорна смуга. Над нею від носа до рівня спинного плавця проходить червона. Хвостовий плавець роздвоєний, на його лопастях проходять поперечні смужки жовтого та чорного кольору.
Перший промінь спинного плавця забарвлений червоним. Решта плавців прозорі.
Статевий диморфізм не виражений. Як і в інших пунтіусів, самка має округліше та повніше черевце ніж самець та трішки блідіше забарвлення.
На волі риби досягають завдовжки 15 сантиметрів, в акваріумі — 9-12 см. Тривалість життя — до 8 років.

## Утримування та розмноження в акваріумах

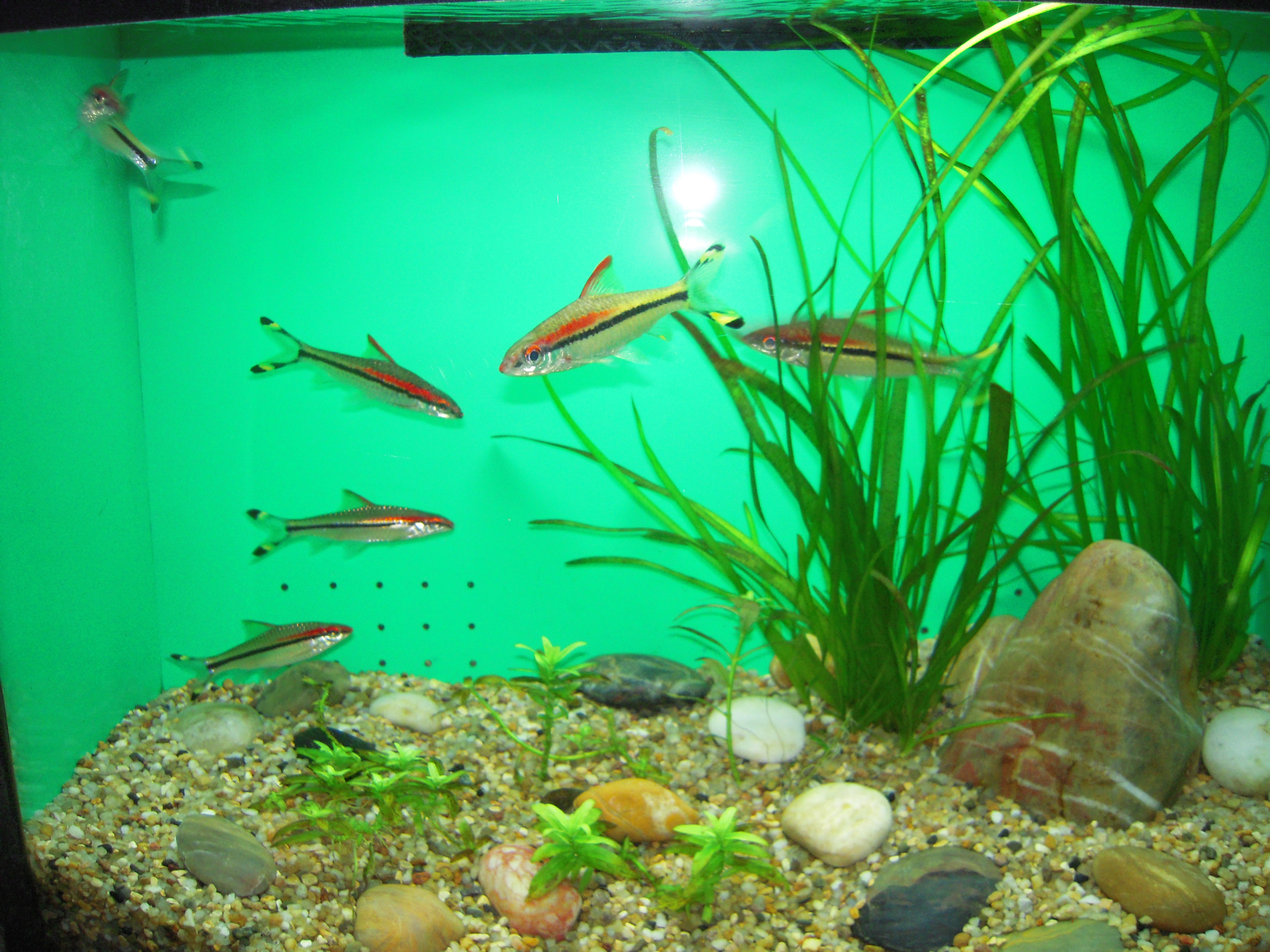
Зграйка барбусів Денісона

Утримування барбуса Денісона в акваріумі відносно складне. Пунтіус Денісона — мирна, зграйна рибка і доволі ляклива. При одиночному утримуванні рибка стає надзвичайно лякливою, тому її варто утримувати зграйкою від 6-ти осіб. Сама рибка дуже активна, швидка, а тому може легко вистрибнути з акваріума. Сусідами слід вибирати мирних та спокійних риб із схожими умовами утримування.
Рекомендований об'єм акваріума — від 200 літрів. Акваріум має бути закритий кришкою (щоб рибки не вистрибували). Необхідно забезпечити постійний потік води в акваріумі, який б імітував течію річки.
Ґрунт бажано темний, він підкреслює забарвлення барбусів. Як ґрунт можна брати пісок, гравій чи обкатане каміння.
Риба всеїдна. До раціону входять живий (дафнія, мотиль, коретра тощо), комбінований, рослинний, а також сухі корми. Їжа, багата на каротиноїди, підсилює червоне забарвлення риб.
Параметри води:
- Температура — 19 — 25 °C, витримують зниження температури до 15 °C;
- твердість — від 5 до 25 dH, принципового значення не має;
- Кислотність — pH 6.5-8;
- Необхідно забезпечити активну аерацію та фільтрацію води. Рибка чутлива до вмісту органіки, тому необхідна щотижнева заміна старої води на свіжу (приблизно 30-50 % від об'єму акваріума).

Точних рекомендацій по розведенню цих рибок у домашніх акваріумах немає. Отримати потомство вдалося тільки в одиничних випадках. На продаж риб розводять, імовірно, з використанням гормональних ін'єкцій.